# L'Héritage de Spirou
L’Héritage de Spirou est la vingt-troisième histoire de la série Spirou et Fantasio d'André Franquin. Elle est publiée pour la première fois dans Spirou du no 453 au no 491 (1946-1947).